# 325136 Zhongnanshan
325136 Zhongnanshan este o planetă minoră (asteroid) din centura de asteroizi. A fost descoperită pe 2 martie 2008 la Xuyi County⁠(d) de  și a fost numită după Zhong Nanshan⁠(d). 
Obiectul prezintă o orbită caracterizată de o semiaxă mare de 2,5409273681071 UAi, o excentricitate de 0,19885691193716, o înclinație de 13,158698376979 ° în raport cu ecliptica.